# 8861 Jenskandler
A 8861 Jenskandler (ideiglenes jelöléssel 1991 TF7) a Naprendszer kisbolygóövében található aszteroida. Freimut Börngen és Lutz D. Schmadel fedezte fel 1991. október 3-án.